# Chiméry
Chiméry (Holocephali), někdy také celohlaví či chimérovci, je jedna z podtříd paryb (Chondrichthyes). Jedná se výhradně o mořské živočichy z třídy paryb; z nadtřídy čelistnatců u nichž je známo asi 25 druhů, všichni recentní zástupci patří do řádu chimérotvární (Chimaeriformes).

## Stavba těla
Chiméry mají velkou hlavu, protáhlé tělo a bičovitou ocasní ploutev. Vyvinuly se u nich pouze čtyři páry žaber, překrytých nepravým kožovitým žaberním víčkem; žaberní otvor je párový. Horní čelist srůstá s mozkovnou (tzv. autostylie), chybí spiraculum, žebra, kloaka, žaludek a spirální řasa. Zuby jsou srostlé, mají podobu šesti párů plochých destiček. V dospělosti je kůže chiméry lysá, hřbetní ploutve jsou dvě, první je vztyčitelná s ostnem. Nalézáme u nich pohlavní dimorfismus. Samci jsou menší, s pterygopodiem. Chiméry žijí v hloubkách 100–200 m, loví živočišnou potravu na dně.

## Klasifikace
Klasifikace není zcela ustálená, ale je možné dělit chiméry na tři řády:
- † Iniopterygia
- † Helodontida
- Chimaeriformes

Řád chimérotvární (Chimaeriformes) zahrnuje 6 recentních rodů:
- Chimaeriformes – chimérotvární
  - Callorhinchidae Garman, 1901 – chimérovkovití
    - Callorhinchus Lacépède, 1798 – chimérovka (3 druhy)

  - Chimaeridae Bonaparte, 1831 – chimérovití
    - Chimaera Linnaeus, 1758 – chiméra (14 druhů, např. chiméra podivná)
    - Hydrolagus Gill, 1863 – chiméra (25 druhů, např. chiméra běloskvrnná)

  - Rhinochimaeridae Garman, 1901 – pachimérovití
    - Harriotta Goode & Bean, 1895 – pachiméra (2 druhy)
    - Neoharriotta Bigelow & Schroeder, 1950 – pachiméra (3 druhy)
    - Rhinochimaera Garman, 1901 – pachiméra (3 druhy)